# Tour de Irlanda
El Tour de Irlanda (Conocido de 1985 a 1992 como Nissan Classic) fue una competición ciclista profesional por etapas que se disputaba anualmente en Irlanda. Las ciudades más importantes de Irlanda solían ser principio o final de etapa: Dublín, Cork o Limerick.
Se celebraba durante el mes de agosto. Su primera edición se celebró en 1953 como competición amateur, aunque el Tour ha pasado por varias épocas, y en muchas de ellas ni siquiera se celebró. De 2007 a su última edición en 2009 fue parte de la UCI Europe Tour como una competencia de categoría 2.1.
El corredor con más victorias es el irlandés Sean Kelly, con cuatro victorias.

## Palmarés
En amarillo: edición amateur.
| Año       | Ganador           | Segundo                | Tercero          |
| --------- | ----------------- | ---------------------- | ---------------- |
| 1953      | Brian Haskell     | John Perks             | Andrew Walker    |
| 1954      | Bernard Pusey     | Shay Elliott           | Tony Hoar        |
| 1955      | Brian Haskell     | John Lackey            | Jim Grieves      |
| 1956      | James Rae         | Bill Hodgson           | William Best     |
| 1957-1964 | No se disputó     | No se disputó          | No se disputó    |
| 1965      | Brian Jolly       |                        |                  |
| 1966      | No se disputó     | No se disputó          | No se disputó    |
| 1967      | Nigel Dean        | Reggie Kearns          |                  |
| 1968      | Peter Doyle       | Doug Dailey            | Dave Kane        |
| 1969      | Morrison Foster   | Joe Smyth              | Stanislaw Gazda  |
| 1970      | Paul Elliot       | Bob Crayford           | Noel Gallagher   |
| 1971      | Doug Dailey       | Peter Doyle            | Bruce Biddle     |
| 1972      | Liam Henry Horner | Dave Beattie           | Joël Mattens     |
| 1973      | Doug Dailey       | John Clewarth          | John Howard      |
| 1974      | Bob Downs         |                        |                  |
| 1975      | Patrick McQuaid   | Archie Cunningham      | Alan McCormack   |
| 1976      | Patrick McQuaid   | Juan José Moral Arnaiz |                  |
| 1977      | Ángel Arroyo      |                        |                  |
| 1978      | John Shortt       |                        |                  |
| 1979      | Ron Hayman        |                        |                  |
| 1980      | Dave Cumming      |                        |                  |
| 1981      | William Kerr      |                        |                  |
| 1982      | William Kerr      |                        |                  |
| 1984      | Bob Downs         |                        |                  |
| 1985      | Sean Kelly        | Adri Van Der Poel      | Teun Van Vliet   |
| 1986      | Sean Kelly        | Steve Bauer            | Kim Andersen     |
| 1987      | Sean Kelly        | Stephen Roche          | Heinz Imboden    |
| 1988      | Rolf Gölz         | Malcolm Elliott        | Sean Kelly       |
| 1989      | Eric Vanderaerden | Charly Mottet          | Thomas Wegmüller |
| 1990      | Erik Breukink     | Johan Museeuw          | Sean Yates       |
| 1991      | Sean Kelly        | Sean Yates             | Johan Museeuw    |
| 1992      | Phil Anderson     | Raúl Alcalá            | Andréi Chmil     |
| 1993-2006 | no se disputó     | no se disputó          | no se disputó    |
| 2007      | Stijn Vandenbergh | Marcus Ljungqvist      | Aaron Olsen      |
| 2008      | Marco Pinotti     | Russell Downing        | Julian Dean      |
| 2009      | Russell Downing   | Lars Petter Nordhaug   | Matti Breschel   |

## Palmarés por países
| País           | Victorias |
| -------------- | --------- |
| Irlanda        | 11        |
| Reino Unido    | 3         |
| Bélgica        | 2         |
| Canadá         | 1         |
| Estados Unidos | 1         |
| Alemania       | 1         |
| Países Bajos   | 1         |
| Australia      | 1         |
| Italia         | 1         |